# Independent Television News

ITN-Logo

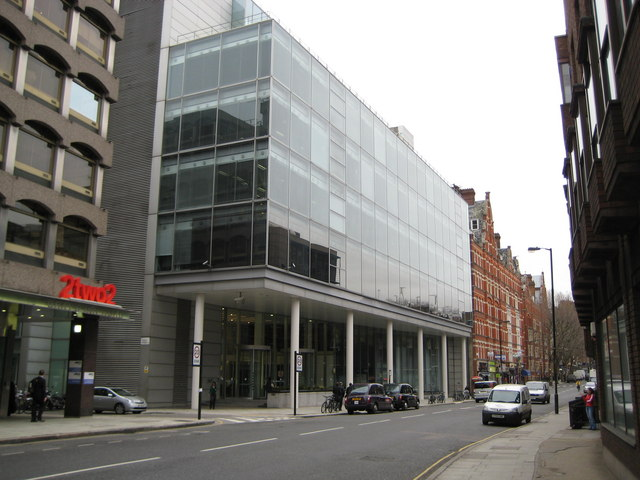
ITN-Gebäude in London (2008)

Independent Television News Limited (ITN) ist ein britisches Medienproduktionsunternehmen mit Sitz in London.
Es produziert die täglichen Nachrichtensendungen für die Fernsehsender ITV1, STV, Channel 4 und Channel 5. Der Radioservice IRN beliefert Hörfunkstationen mit Nachrichten und Kurzberichten.
Independent Television News wurde 1955 als Konsortium der Lizenznehmerinnen des neu gegründeten privaten Fernsehnetzwerks Independent Television (ITV) gegründet, der Labour-Abgeordnete Aidan Crawley fungierte als Chefredakteur. Die Studios wurden in der Zentrale von Associated-Rediffusion TV, der damaligen Lizenznehmerin von Independent Television für die werktägliche Ausstrahlung in London, eingerichtet.
ITN beliefert die verbliebenen Sender des ITV-Netzwerks, ITV1 und STV, mit nationalen und internationalen Nachrichten, während die regionalen Berichte von den ITV-Studios weitgehend in Eigenregie hergestellt werden. In den 1980er Jahren gab es über den paneuropäischen Fernsehsender Super Channel einen Ableger von ITN. Außerdem belieferte ITN lange Zeit Fernsehsender in den USA, insbesondere das nichtkommerzielle Fernsehnetzwerk Public Broadcasting Service (PBS), das seit 2001 mit der BBC kooperiert. Nach wie vor liefert ITN an den Nachrichtensender CNN und zahlreiche andere Stationen rund um den Erdball.
ITN betrieb auch einen 24-stündigen Nachrichtenkanal; dieser wurde später von den führenden ITV-Gesellschaften Carlton und Granada übernommen und unter dem Dach von ITV weiterbetrieben. ITV News Channel konnte sich jedoch gegen die Konkurrenz von Sky News und BBC News 24 nicht durchsetzen und wurde im Dezember 2005 eingestellt. ITN belieferte auch lange Zeit den kommerziellen britischen Fernsehsender Channel 5 (Five), der nunmehr mit Sky News zusammenarbeitet.
Während der 1990er Jahre sah sich ITN dem Vorwurf ausgesetzt, allzu stark auf boulevardeske Themen zu setzen. Dadurch und wegen mehrerer Neuausrichtungen im Programm verloren die im Vergleich mit der BBC häufig erfolgreicheren Nachrichtenmagazine von ITV deutlich an Marktanteilen.
Seit September 2022 ist Rachel Corp CEO der Independent Television News Limited.
Die Gesellschafter von ITN sind der heutige ITV-Betreiber ITV plc (40 Prozent), die Nachrichtenagentur Thomson Reuters (20 Prozent), Informa plc (20 Prozent) und der Daily Mail and General Trust mit weiteren 20 Prozent.

## ITN-Gebäude
Das ITN-Gebäude mit seinen auffälligen riesigen Glasflächen befindet sich in der Gray’s Inn Road im Londoner Stadtbezirk Camden. Es ist ein Werk der Architekten Foster + Partners und wurde 1989 auf einem Grundstück errichtet, auf dem früher The Times produziert wurde.